# Campeonato Italiano de Futebol de 2023–24 – Segunda Divisão
A Série B de 2023–24 (conhecida como Série BKT por motivos de patrocínio) é a 92ª temporada da Série B desde sua criação em 1929. A temporada iniciou em 18 de agosto de 2023 e tem previsão de terminar em maio de 2024.

## Equipes

### Promovidos e Rebaixados
| Pos | Promovidos à Serie A de 2023–24 |
| --- | ------------------------------- |
| 1º  | Frosinone                       |
| 2º  | Genoa                           |
| 3°  | Cagliari (Play-offs)            |

| Pos | Rebaixados da Serie A de 2022–23 |
| --- | -------------------------------- |
| 18º | Spezia                           |
| 19º | Cremonese                        |
| 20º | Sampdoria                        |

| Pos | Promovidos da Série C de 2022–23 |
| --- | -------------------------------- |
| 1°  | Feralpisalò (Grupo A)            |
| 1°  | Reggiana (Grupo B)               |
| 1°  | Catanzaro (Grupo C)              |
| ?°  | Lecco (Play-offs)                |

| Pos | Rebaixados da Serie B de 2022–23 |
| --- | -------------------------------- |
| 7º  | Reggina (Excluído)               |
| 18º | Perugia                          |
| 19º | SPAL                             |
| 20º | Benevento                        |

### Estádios e localizações
| Clube       | Localização   | Estádio                                   | Capacidade | 2022–23      |
| ----------- | ------------- | ----------------------------------------- | ---------- | ------------ |
| Ascoli      | Ascoli Piceno | Cino e Lillo Del Duca                     | 11 326     | 12°          |
| Bari        | Bari          | San Nicola                                | 58 270     | 3°           |
| Brescia     | Brescia       | Estádio Mario Rigamonti                   | 19 500     | 16°          |
| Catanzaro   | Catanzaro     | Nicola Ceravolo                           | 14 650     | 1° (Grupo C) |
| Cittadella  | Cittadella    | Piercesare Tombolato                      | 7 623      | 15°          |
| Como        | Como          | Giuseppe Sinigaglia                       | 13 602     | 13°          |
| Cosenza     | Cosenza       | San Vito-Gigi Marulla                     | 20 987     | 17°          |
| Cremonese   | Cremona       | Giovanni Zini                             | 15 191     | 19°          |
| Feralpisalò | Salò          | Leonardo Garilli                          | 21 668     | 1° (Grupo A) |
| Lecco       | Lecco         | Rigamonti-Ceppi                           | 4 997      | (Play-offs)  |
| Modena      | Modena        | Alberto Braglia                           | 21 151     | 10°          |
| Palermo     | Palermo       | Renzo Barbera                             | 36 365     | 9°           |
| Parma       | Parma         | Ennio Tardini                             | 22 352     | 4°           |
| Pisa        | Pisa          | Arena Garibaldi – Stadio Romeo Anconetani | 14 000     | 11°          |
| Reggiana    | Reggio Emilia | Mapei Stadium – Città del Tricolore       | 21 525     | 1° (Grupo B) |
| Sampdoria   | Genoa         | Luigi Ferraris                            | 33 205     | 20°          |
| Spezia      | La Spezia     | Alberto Picco                             | 11 968     | 18°          |
| Südtirol    | Bolzano       | Druso                                     | 5 539      | 6°           |
| Ternana     | Terni         | Libero Liberati                           | 22 000     | 14°          |
| Venezia     | Venezia       | Pierluigi Penzo                           | 11 150     | 8°           |

## Classificação
| Pos | Equipe      | Pts | J  | V  | E  | D  | GP | GC | SG  | Promovido, classificação ou rebaixado     |
| --- | ----------- | --- | -- | -- | -- | -- | -- | -- | --- | ----------------------------------------- |
| 1   | Parma (C)   | 76  | 38 | 21 | 13 | 4  | 65 | 35 | +30 | Promoção à Serie A de 2024–25             |
| 2   | Como        | 73  | 38 | 21 | 10 | 7  | 58 | 40 | +18 | Promoção à Serie A de 2024–25             |
| 3   | Venezia     | 70  | 38 | 21 | 7  | 10 | 69 | 46 | +23 | Play-offs de promoção                     |
| 4   | Cremonese   | 67  | 38 | 19 | 10 | 9  | 50 | 32 | +18 | Play-offs de promoção                     |
| 5   | Catanzaro   | 60  | 38 | 17 | 9  | 12 | 59 | 50 | +9  | Preliminares dos Play-offs de promoção    |
| 6   | Palermo     | 56  | 38 | 15 | 11 | 12 | 62 | 53 | +9  | Preliminares dos Play-offs de promoção    |
| 7   | Sampdoria   | 55  | 38 | 16 | 9  | 13 | 53 | 50 | +3  | Preliminares dos Play-offs de promoção    |
| 8   | Brescia     | 51  | 38 | 12 | 15 | 11 | 44 | 40 | +4  | Preliminares dos Play-offs de promoção    |
| 9   | Cosenza     | 47  | 38 | 11 | 14 | 13 | 47 | 42 | +5  |                                           |
| 10  | Modena      | 47  | 38 | 10 | 17 | 11 | 41 | 46 | −5  |                                           |
| 11  | Reggiana    | 47  | 38 | 10 | 17 | 11 | 38 | 45 | −7  |                                           |
| 12  | Südtirol    | 47  | 38 | 12 | 11 | 15 | 46 | 48 | −2  |                                           |
| 13  | Pisa        | 46  | 38 | 11 | 13 | 14 | 51 | 54 | −3  |                                           |
| 14  | Cittadella  | 46  | 38 | 11 | 13 | 14 | 40 | 47 | −7  |                                           |
| 15  | Spezia      | 44  | 38 | 9  | 17 | 12 | 35 | 49 | −14 |                                           |
| 16  | Ternana     | 43  | 38 | 11 | 10 | 17 | 43 | 49 | −6  | Play-off de rebaixamento                  |
| 17  | Bari (O)    | 41  | 38 | 8  | 17 | 13 | 38 | 49 | −11 | Play-off de rebaixamento                  |
| 18  | Ascoli      | 41  | 38 | 9  | 14 | 15 | 39 | 41 | −2  | Zona de rebaixamento à Serie C de 2024–25 |
| 19  | Feralpisalò | 33  | 38 | 8  | 9  | 21 | 44 | 65 | −21 | Zona de rebaixamento à Serie C de 2024–25 |
| 20  | Lecco       | 26  | 38 | 6  | 8  | 24 | 35 | 74 | −39 | Zona de rebaixamento à Serie C de 2024–25 |

1. 1 2  Se o 3º colocado terminar 15 ou mais pontos à frente do 4º colocado, os play-offs de promoção não serão disputados e o 3º colocado será promovido à Serie A.
2. ↑  A Sampdoria foi punida com a perda de dois pontos por falta de pagamento de impostos entre janeiro e março de 2023.[1]
3. 1 2 3 4  Pontos de confronto direto: Cosenza 11, Modena 11, Reggiana 7, Südtirol 3. Diferença de gols no confronto direto: Cosenza +6, Modena +2.
4. 1 2  O Pisa terminou à frente do Cittadella no confronto direto: Pisa 2–1 Cittadella, Cittadella 0–1 Pisa.
5. ↑  Se o 16º colocado terminar 5 ou mais pontos à frente do 17º colocado, o play-out de rebaixamento não será disputado e o 17º colocado será rebaixado para a Serie C.
6. 1 2  Bari terminou à frente de Ascoli no confronto direto: Bari 1–0 Ascoli, Ascoli 2–2 Bari.

## Desempenho por rodada
Clubes que lideraram o campeonato ao final de cada rodada:
| Rodadas | Rodadas | Rodadas | Rodadas | Rodadas | Rodadas | Rodadas | Rodadas | Rodadas | Rodadas | Rodadas | Rodadas | Rodadas | Rodadas | Rodadas | Rodadas | Rodadas | Rodadas | Rodadas | Rodadas | Rodadas | Rodadas | Rodadas | Rodadas | Rodadas | Rodadas | Rodadas | Rodadas | Rodadas | Rodadas | Rodadas | Rodadas | Rodadas | Rodadas | Rodadas | Rodadas | Rodadas | Rodadas |
| ------- | ------- | ------- | ------- | ------- | ------- | ------- | ------- | ------- | ------- | ------- | ------- | ------- | ------- | ------- | ------- | ------- | ------- | ------- | ------- | ------- | ------- | ------- | ------- | ------- | ------- | ------- | ------- | ------- | ------- | ------- | ------- | ------- | ------- | ------- | ------- | ------- | ------- |
| 1       | 2       | 3       | 4       | 5       | 6       | 7       | 8       | 9       | 10      | 11      | 12      | 13      | 14      | 15      | 16      | 17      | 18      | 19      | 20      | 21      | 22      | 23      | 24      | 25      | 26      | 27      | 28      | 29      | 30      | 31      | 32      | 33      | 34      | 35      | 36      | 37      | 38      |
| COS     | PAR     | PAR     | CAT     | PAR     | PAR     | PAR     | PAR     | PAR     | PAR     | PAR     | PAR     | PAR     | PAR     | PAR     | PAR     | PAR     | PAR     | PAR     | PAR     | PAR     | PAR     | PAR     | PAR     | PAR     | PAR     | PAR     | PAR     | PAR     | PAR     | PAR     | PAR     | PAR     | PAR     | PAR     | PAR     | PAR     | PAR     |

Clubes que ficaram na última posição do campeonato ao final de cada rodada:
| Rodadas | Rodadas | Rodadas | Rodadas | Rodadas | Rodadas | Rodadas | Rodadas | Rodadas | Rodadas | Rodadas | Rodadas | Rodadas | Rodadas | Rodadas | Rodadas | Rodadas | Rodadas | Rodadas | Rodadas | Rodadas | Rodadas | Rodadas | Rodadas | Rodadas | Rodadas | Rodadas | Rodadas | Rodadas | Rodadas | Rodadas | Rodadas | Rodadas | Rodadas | Rodadas | Rodadas | Rodadas | Rodadas |
| ------- | ------- | ------- | ------- | ------- | ------- | ------- | ------- | ------- | ------- | ------- | ------- | ------- | ------- | ------- | ------- | ------- | ------- | ------- | ------- | ------- | ------- | ------- | ------- | ------- | ------- | ------- | ------- | ------- | ------- | ------- | ------- | ------- | ------- | ------- | ------- | ------- | ------- |
| 1       | 2       | 3       | 4       | 5       | 6       | 7       | 8       | 9       | 10      | 11      | 12      | 13      | 14      | 15      | 16      | 17      | 18      | 19      | 20      | 21      | 22      | 23      | 24      | 25      | 26      | 27      | 28      | 29      | 30      | 31      | 32      | 33      | 34      | 35      | 36      | 37      | 38      |
| COM     | FER     | FER     | FER     | LEC     | FER     | LEC     | LEC     | LEC     | LEC     | FER     | FER     | FER     | FER     | FER     | FER     | FER     | FER     | FER     | FER     | SPE     | LEC     | LEC     | LEC     | LEC     | LEC     | LEC     | LEC     | LEC     | LEC     | LEC     | LEC     | LEC     | LEC     | LEC     | LEC     | LEC     | LEC     |

## Confrontos
| Mandante \ Visitante | ASC | BAR | BRE | CAT | CIT | COM | COS | CRE | FER | LEC | MOD | PAL | PAR | PIS | REG | SAM | SPE | SUD | TER | VEN |
| -------------------- | --- | --- | --- | --- | --- | --- | --- | --- | --- | --- | --- | --- | --- | --- | --- | --- | --- | --- | --- | --- |
| Ascoli               | —   | 2–2 | 1–1 | 1–0 | 0–0 | 0–1 | 0–1 | 0–0 | 3–0 | 4–1 | 0–0 | 0–1 | 1–3 | 2–1 | 0–0 | 1–1 | 1–2 | 1–2 | 2–0 | 0–0 |
| Bari                 | 1–0 | —   | 2–0 | 2–2 | 1–1 | 1–1 | 0–0 | 1–2 | 1–0 | 3–1 | 1–1 | 0–0 | 1–1 | 1–1 | 0–2 | 0–1 | 1–1 | 2–1 | 3–1 | 0–3 |
| Brescia              | 1–1 | 1–2 | —   | 1–1 | 2–0 | 2–0 | 1–0 | 0–3 | 1–1 | 4–1 | 0–1 | 4–2 | 0–2 | 3–1 | 0–0 | 3–1 | 0–0 | 1–1 | 0–0 | 0–0 |
| Catanzaro            | 3–2 | 2–0 | 2–3 | —   | 1–1 | 1–2 | 2–0 | 0–0 | 3–0 | 5–3 | 1–2 | 1–1 | 0–5 | 2–0 | 0–1 | 1–3 | 3–0 | 2–2 | 2–1 | 3–2 |
| Cittadella           | 0–0 | 1–1 | 3–2 | 1–2 | —   | 0–3 | 2–0 | 1–2 | 1–1 | 2–1 | 1–1 | 2–0 | 1–2 | 0–1 | 1–0 | 1–2 | 4–1 | 2–1 | 2–2 | 0–0 |
| Como                 | 0–2 | 2–1 | 1–0 | 1–0 | 2–1 | —   | 1–1 | 1–3 | 2–1 | 0–0 | 2–1 | 3–3 | 1–1 | 3–1 | 2–2 | 1–0 | 4–0 | 2–0 | 2–1 | 2–1 |
| Cosenza              | 3–0 | 4–1 | 1–2 | 0–2 | 0–0 | 1–2 | —   | 1–2 | 0–1 | 3–0 | 1–2 | 1–1 | 0–0 | 1–1 | 2–0 | 1–2 | 2–2 | 2–2 | 1–3 | 4–2 |
| Cremonese            | 2–2 | 0–1 | 1–0 | 0–0 | 3–0 | 2–1 | 1–0 | —   | 0–1 | 2–1 | 4–0 | 2–2 | 1–2 | 2–1 | 1–1 | 1–1 | 3–0 | 0–1 | 1–2 | 1–0 |
| Feralpisalò          | 0–1 | 3–3 | 2–2 | 3–0 | 0–1 | 2–5 | 2–2 | 1–0 | —   | 5–1 | 1–1 | 1–2 | 1–2 | 0–1 | 0–3 | 1–3 | 1–2 | 0–2 | 0–1 | 2–2 |
| Lecco                | 0–2 | 1–0 | 0–2 | 3–4 | 1–1 | 0–3 | 1–3 | 0–1 | 1–2 | —   | 2–3 | 0–1 | 3–2 | 1–3 | 1–0 | 0–1 | 0–0 | 2–1 | 2–3 | 1–2 |
| Modena               | 1–0 | 1–1 | 1–2 | 1–3 | 1–1 | 1–1 | 0–0 | 0–1 | 2–3 | 0–0 | —   | 0–2 | 3–0 | 2–0 | 2–1 | 0–2 | 0–0 | 1–0 | 2–1 | 1–3 |
| Palermo              | 2–2 | 3–0 | 1–0 | 1–2 | 0–1 | 3–0 | 0–1 | 3–2 | 3–0 | 1–2 | 4–2 | —   | 0–0 | 3–2 | 1–2 | 2–2 | 2–2 | 2–1 | 2–3 | 0–3 |
| Parma                | 1–1 | 2–1 | 2–1 | 0–2 | 2–0 | 2–1 | 1–1 | 1–1 | 2–0 | 4–0 | 1–1 | 3–3 | —   | 3–2 | 0–0 | 1–1 | 2–0 | 2–0 | 3–1 | 2–1 |
| Pisa                 | 1–0 | 1–1 | 1–1 | 2–2 | 2–1 | 1–1 | 1–2 | 0–0 | 3–1 | 1–2 | 2–2 | 4–3 | 1–2 | —   | 2–2 | 2–0 | 2–3 | 2–2 | 1–0 | 1–2 |
| Reggiana             | 1–1 | 1–1 | 1–1 | 1–0 | 0–2 | 2–2 | 0–4 | 2–2 | 1–1 | 1–1 | 1–0 | 1–3 | 1–1 | 0–0 | —   | 1–2 | 0–0 | 1–1 | 0–2 | 1–0 |
| Sampdoria            | 2–1 | 1–1 | 1–1 | 1–2 | 1–2 | 1–1 | 2–0 | 1–2 | 2–3 | 2–0 | 2–2 | 1–0 | 0–3 | 0–2 | 1–0 | —   | 2–1 | 0–1 | 4–1 | 1–2 |
| Spezia               | 2–1 | 1–0 | 0–0 | 1–1 | 4–2 | 0–1 | 0–0 | 0–1 | 0–2 | 1–1 | 1–1 | 1–0 | 0–1 | 0–0 | 1–2 | 0–0 | —   | 2–1 | 2–2 | 2–1 |
| Südtirol             | 3–1 | 1–0 | 1–1 | 0–1 | 0–0 | 0–1 | 0–1 | 3–0 | 1–0 | 1–0 | 0–0 | 0–1 | 0–0 | 1–2 | 2–3 | 3–1 | 3–3 | —   | 4–3 | 0–3 |
| Ternana              | 0–1 | 0–0 | 0–1 | 1–0 | 3–1 | 0–1 | 1–0 | 0–1 | 2–1 | 0–0 | 0–0 | 1–1 | 1–3 | 1–1 | 3–0 | 1–2 | 1–1 | 1–1 | —   | 0–1 |
| Venezia              | 3–1 | 3–1 | 2–0 | 2–1 | 2–0 | 3–0 | 1–1 | 2–1 | 2–1 | 2–2 | 2–2 | 1–2 | 3–2 | 2–1 | 2–3 | 5–3 | 1–0 | 2–3 | 1–0 | —   |

## Play-offs

### Preliminares dos Play-offs de Promoção
| Equipe 1  | Resultado | Equipe 2  |
| --------- | --------- | --------- |
| Palermo   | 2–0       | Sampdoria |
| Catanzaro | 4–2 (pro) | Brescia   |

### Partidas
Jogo único
| 17 de maio de 2024 | Palermo          | 2 – 0     | Sampdoria | Estádio Renzo Barbera, Palermo              |
| 20:30 (UTC+2)      | Diakité 43', 47' | Relatório |           | Público: 32 730 Árbitro: ITA Andrea Colombo |

| 18 de maio de 2024 | Catanzaro                                             | 4 – 2 (pro) | Brescia                  | Estádio Nicola Ceravolo, Catanzaro        |
| 20:30 (UTC+2)      | Iemmello 26', 120' · Donnarumma 90+6' · Brignola 105' | Relatório   | Galazzi 8' · Moncini 52' | Público: 12 370 Árbitro: ITA Simone Sozza |

### Play-offs de Promoção

#### Esquema
|  | Semifinais | Semifinais | Semifinais | Semifinais |   |           | Final | Final | Final | Final |
|  |            |            |            |            |   |           |       |       |       |       |
|  | Palermo    | 0          | 1          | 1          |   |           |       |       |       |       |
|  | Venezia    | 1          | 2          | 3          |   |           |       |       |       |       |
|  | Venezia    | 1          | 2          | 3          |   | Cremonese | 0     | 0     | 0     |       |
|  |            |            |            |            |   | Cremonese | 0     | 0     | 0     |       |
|  |            | Venezia    | 0          | 1          | 1 |           |       |       |       |       |
|  | Catanzaro  | Venezia    | 0          | 1          | 1 | 2         | 1     | 3     |       |       |
|  | Catanzaro  |            |            |            |   | 2         | 1     | 3     |       |       |
|  | Cremonese  | 2          | 4          | 6          |   |           |       |       |       |       |

### Semifinais
Ida
| 20 de maio de 2024 | Palermo | 0 – 1     | Venezia     | Estádio Renzo Barbera, Palermo            |
| 20:30 (UTC+2)      |         | Relatório | Pierini 62' | Público: 32 753 Árbitro: ITA Antonio Giua |

| 21 de maio de 2024 | Catanzaro                 | 2 – 2     | Cremonese                  | Estádio Nicola Ceravolo, Catanzaro            |
| 20:30 (UTC+2)      | Biasci 51' · Brignola 68' | Relatório | Tsadjout 14' · Ciofani 50' | Público: 12 623 Árbitro: ITA Matteo Marcenaro |

Volta
| 24 de maio de 2024 | Venezia                   | 2 – 1     | Palermo           | Estádio Pierluigi Penzo, Veneza            |
| 20:30 (UTC+2)      | Tessmann 4' · Candela 43' | Relatório | Svoboda 86' (g.c) | Público: 10 493 Árbitro: ITA Luca Pairetto |

Venezia venceu por 3–1 no placar agregado.
| 25 de maio de 2024 | Cremonese                                              | 4 – 1     | Catanzaro    | Estádio Giovanni Zini, Cremona                |
| 20:30 (UTC+2)      | Vásquez 12' · Buonaiuto 19' · Coda 37' · Sernicola 69' | Relatório | Antonini 80' | Público: 12 992 Árbitro: ITA Maurizio Mariani |

Cremonese venceu por 6–3 no placar agregado.

### Final
Ida
| 30 de maio de 2024 | Cremonese | 0 – 0     | Venezia | Estádio Giovanni Zini, Cremona                 |
| 20:30 (UTC+2)      |           | Relatório |         | Público: 12 890 Árbitro: ITA Giuseppe Perrotti |

Volta
| 2 de junho de 2024 | Venezia     | 1 – 0     | Cremonese | Estádio Pierluigi Penzo, Veneza           |
| 20:30 (UTC+2)      | Gytkjær 24' | Relatório |           | Público: 11 150 Árbitro: ITA Simone Sozza |

Venezia venceu por 1–0 no placar agregado.

### Play-off de Rebaixamento
| Rebaixado para a Série C de 2024–25 |

| Equipe 1 | Total | Equipe 2 | 1.º jogo | 2.º jogo |
| -------- | ----- | -------- | -------- | -------- |
| Bari     | 4–1   | Ternana  | 1–1      | 3–0      |

### Partidas
Ida
| 16 de maio de 2024 | Bari      | 1 – 1     | Ternana     | Estádio San Nicola, Bari                        |
| 20:30              | Nasti 59' | Relatório | Pereiro 82' | Público: 33 808 Árbitro: ITA Gianluca Aureliano |

Volta
| 23 de maio de 2024 | Ternana | 0 – 3     | Bari                                      | Estádio Libero Liberati, Terni                 |
| 20:30              |         | Relatório | Di Cesare 45+2' · Ricci 51' · Sibilli 64' | Público: 11 483 Árbitro: ITA Federico La Penna |

Bari venceu por 4–1 no placar agregado.

## Estatísticas
Atualizado em 2 de junho de 2024.
| Pos. | Jogador           | Equipe    | Gols |
| ---- | ----------------- | --------- | ---- |
| 1    | Joel Pohjanpalo   | Venezia   | 22   |
| 2    | Gennaro Tutino    | Cosenza   | 20   |
| 3    | Matteo Brunori    | Palermo   | 17   |
| 4    | Daniele Casiraghi | Südtirol  | 16   |
| 4    | Massimo Coda      | Cremonese | 16   |
| 6    | Pietro Iemmello   | Catanzaro | 15   |
| 7    | Patrick Cutrone   | Como      | 14   |
| 8    | Christian Gytkjær | Venezia   | 11   |
| 8    | Dennis Man        | Parma     | 11   |
| 8    | Pedro Mendes      | Ascoli    | 11   |
| 8    | Giuseppe Sibilli  | Bari      | 11   |